# Plan bleu (Grand Lyon)
Ne doit pas être confondu avec Anneau Bleu.
Le plan bleu ou schéma d’aménagement des berges de la Saône et du Rhône est un document d'urbanisme du Grand Lyon adopté en 1991. Il a été réactualisé en 1998.